# Rolf Larcher
Pour les articles homonymes, voir Larcher.
Rolf Larcher, né le 9 juin 1934 à Meilen et mort le 5 mars 2024, est un rameur suisse.

## Biographie

### Palmarès

#### Aviron aux Jeux olympiques
- 1960 à Rome,  Italie
  -  Médaille de bronze en deux de couple avec Ernst Hürlimann[2]